# جمعیت‌شناسی پاکستان

هرم جمعیت پاکستان از ۱ ژوئیه ۲۰۲۱

جمعیت‌شناسی پاکستان (انگلیسی: Demographics of Pakistan) بر اساس نتایج نهایی سرشماری پاکستان در سال ۲۰۱۷، پاکستان (⎘ پاکستان) دارای ۲۱۳٬۲۲۲٬۹۱۷ نفر جمعیت بود.
پاکستان جامعه‌ای به شدت پروناتالیست است که در آن ارزش‌های اجتماعی سفت و سخت، هنجارها و ساختارهای جنسیتی به‌طور جهانی فرزندآوری را ترویج می‌کنند. ساخت این نهادها، به ویژه جنسیت، در سطح کلان و خرد اتفاق می‌افتد. در سطح کلان، ایدئولوژی جنسیتی کنونی در پاکستان عمدتاً بر تفسیر پدرسالارانه از اسلام متمرکز است. مردان ذاتاً موجوداتی برتر در نظر گرفته می‌شوند، زیرا آنها دارای ویژگی‌های تسلط، قدرت و اقتدار هستند و می‌توان به آنها اقتدار بر سیستم اعتماد کرد. از سوی دیگر، زنان موجوداتی پست‌تر شناخته می‌شوند، عمدتاً به دلیل بی‌ثباتی عاطفی و فیزیکی ذاتی آنها. تنها نوع تربیتی که برای زن مناسب است، تربیتی است که او را برای داشتن همسر، مادر و خانه‌دار خوب آماده می‌کند. این نظم جنسیتی الهی و طبیعی ارائه می‌شود.